# Makrónisos
Makrónisos o Macroniso (en griego moderno: Μακρόνησος) es una isla perteneciente al grupo de las Cícladas situada al oeste de Ceos y al sur del puerto de Lavrio, junto al cabo Sunio. Tiene una superficie de 15 km² y 28 km de litoral. De forma alargada, mide unos 13 km en dirección N-S por tan solo 400-500 m en dirección E-O. 

## Otros nombres
Los restos arqueológicos hallados prueban que la isla ha sido habitada desde tiempos prehistóricos. En la Antigüedad la isla era llamada Helena ya que, según la leyenda, se habrían unido por primera vez en ella los amantes Paris y Helena de camino a Troya. En el Periplo de Pseudo-Escílax también se menciona la isla con la denominación de Helena. Sin embargo, según Homero y Estrabón la isla antes se denominaba Cránae.

## En tiempos recientes
Durante la Primera Guerra Mundial, en el canal que separa Makrónisos de Ceos se hundió el barco hospital HMHS Britannic, gemelo del Titanic, tras chocar con una mina a las 08:21 h del 21 de noviembre de 1916. Cincuenta y cinco minutos más tarde la nave se fue a pique, reposando ahora a 120 m de profundidad. Treinta personas fallecieron en el naufragio y unas mil pudieron ser salvadas por los pescadores de Coresia, la capital de Ceos.
Durante la guerra civil griega y la Dictadura de los Coroneles, Makrónisos fue utilizado como lugar de deportación de los prisioneros políticos, principalmente de los miembros del partido comunista. 
Actualmente deshabitada, la isla es considerada un monumento conmemorativo de la guerra civil.